# Bayes Business School
 (décembre 2017).
Si vous disposez d'ouvrages ou d'articles de référence ou si vous connaissez des sites web de qualité traitant du thème abordé ici, merci de compléter l'article en donnant les références utiles à sa vérifiabilité et en les liant à la section « Notes et références ».
Bayes Business School est une école de commerce créée en 1966 et qui fait partie de la City University de Londres. Située dans le quartier londonien d'Islington, elle a abandonné son nom de City Business School en août 2002, à la suite d'un don de la Fondation Sir John Cass obtenu par le doyen, l'économiste David Currie. Elle a été officiellement inaugurée sous son nouveau nom par la reine Élisabeth II en 2003. Le 3 juillet 2020, la City University de Londres annonce le changement de nom de la Cass Business School, en raison des liens de John Cass avec l'esclavage.

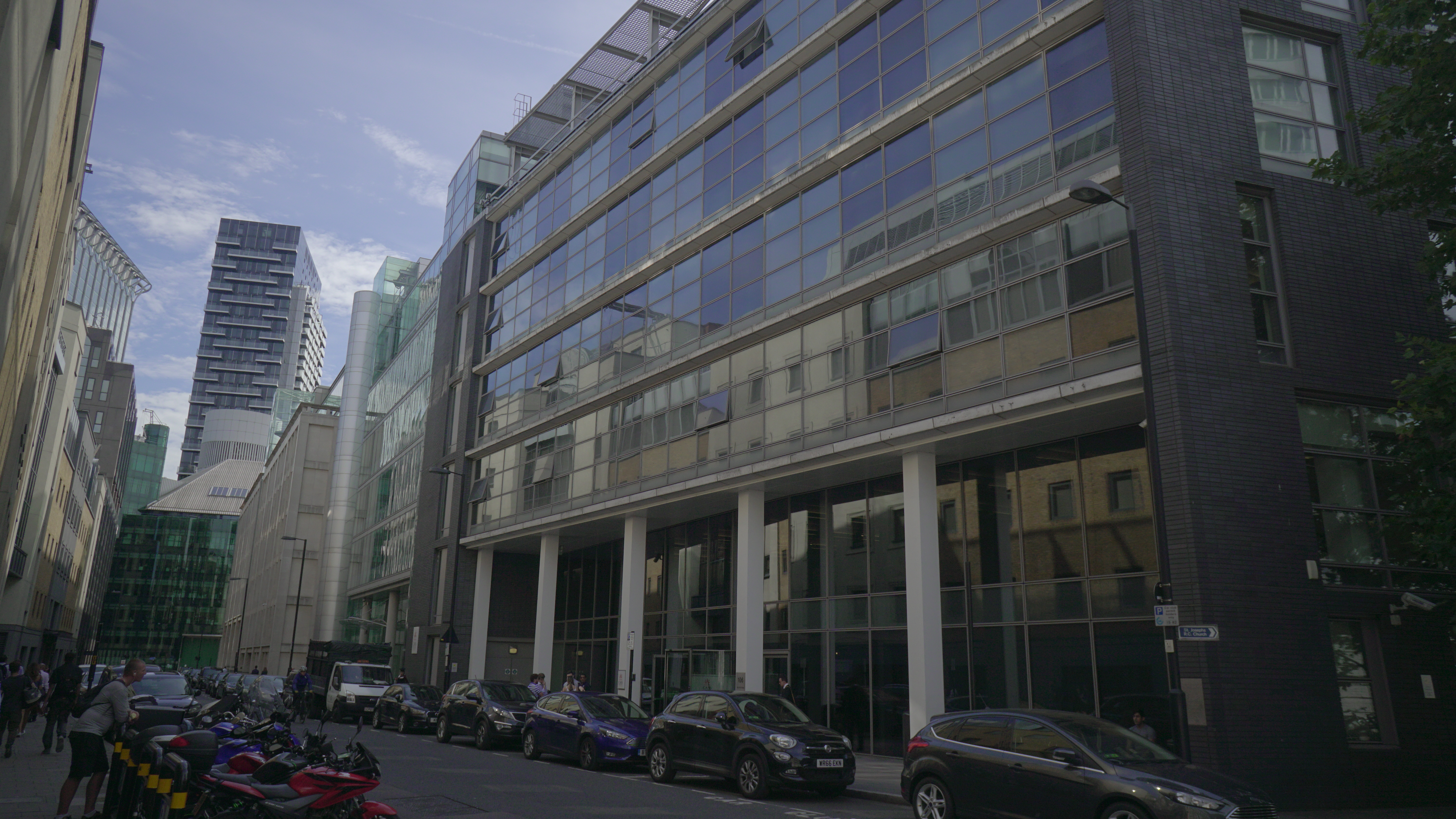
Bâtiment de Bayes Business School en 2017.

L'école est divisée en trois facultés de sciences actuarielles et d'assurance, de finance et de gestion. Elle fournit des diplômes en BSc (Hons), MSc, MBA et PhD et est l'une des 70 écoles accréditées par l'AMBA au Royaume-Uni, EQUIS en Europe et l'AACSB aux États-Unis[réf. nécessaire]. La « Film Business Academy » (FBA) qui lui était rattachée a été externalisée en 2010.